# Хобгоблин Records
«Хобгоблин Records» (также Hobgoblin Records) — российский лейбл звукозаписи, занимавшийся изданием и распространением музыкальных релизов отечественных и зарубежных исполнителей в период с 1996 по 2003 год. Альбомы лейбла издавались практически исключительно на аудиокассетах. Впоследствии лейбл был реорганизован в магазин рок-атрибутики «Хобгоблин», который просуществовал до марта 2021 года.

## Деятельность
Наряду с фирмой Feelee, «Хобгоблин Records» стал одним из первых в России независимых лейблов, издающих альбомы из дальнего зарубежья. При этом «Хобгоблин Records» с момента основания в значительной степени ориентировался на экстремальную сцену. Первым собственным релизом лейбла стал альбом Elegy финской дэт-дум-метал группы Amorphis. Следующие позиции в каталоге занимают альбомы групп Hypocrisy и Therion.
Среди отечественных артистов «Хобгоблина» представлен широкий спектр металлических команд — пауэр-метал (Catharsis), трэш-метал («Шах», «Д.И.В.», «Железный поток»), готик- и дум-метал (Little Dead Bertha), блэк-метал (Satarial) и дэтграйнд (Anal Pus). Представлена и украинская блэк-сцена (Lucifugum, Nokturnal Mortum и их сайд-проект Mistigo Varggoth Darkestra). 
Вторым приоритетным направлением стал русский панк-рок, в том числе хардкор-панк («Маррадёры», «Пурген») и ска-панк (Distemper, Male Factors, Zdob și Zdub, «Элизиум»). «Хобгоблин» также не отказывался от сотрудничества с представителями сибирского панка («Инструкция по выживанию», «Кооператив Ништяк») и наиболее андеграундной частью московской панк-сцены («Банда четырёх», «Регион-77»). Наиболее же «раскрученным» артистом лейбла стала группа «Король и Шут», переиздавшая на «Хобгоблине» дебютный альбом «Камнем по голове».
Именно благодаря «Хобгоблину» увидели свет первые официальные издания альбомов группы «Пурген», до 1997 года выходившие только в самиздате. Также на лейбле дебютировали получившие в дальнейшем широкую известность группы Catharsis и Male Factors.

## Артисты Hobgoblin Records
| - Amorphis - Anal Pus - Autumnal Discord - Catharsis - Deceptive - Diagens - Distemper - Hypocrisy - Little Dead Bertha - Lucifugum - Male Factors - Mausoleum - Mistigo Varggoth Darkestra - Nokturnal Mortum - Oblika Morale - Ora Pro Nobis - Orcish Blood - R.A.I. - Satarial - Shadow Host - Shah - Stonehenge - Therion | - Zdob și Zdub - Ёжи - Банда четырёх - Д.И.В. - Долина Патиссонов - Железный поток - Инструкция по выживанию - КаПаДзонг - Кооператив Ништяк - Король и Шут - Купе - Маррадёры - The Пауки - Пурген - Рада & Терновник - Регион-77 - СИстема БЕзопасности - Тараканы! - Ульи - Чёртовы куклы - Ышо-Ышо - Элизиум |

## Критика
По мнению основателей, лейбл способствовал популярности таких групп, как «Пурген» и «Король и Шут». А на популярность и коммерческую состоятельность самого лейбла и созданного на его основе магазина повлияло удачное расположение рядом с «Горбушкой».  
В конце 1990-х годов лейбл подвергся резкой критике со стороны панк-сообщества за издание групп, пропагандировавших в своём творчестве ультраправые взгляды и ценности. В частности, за работу с группой «Коррозия металла» и артистов объединения «КТР». Многочисленные панк-зины призывали к бойкоту товаров лейбла и магазина.